# SFK Nová Ves nad Váhom
SFK Nová Ves nad Váhom là một câu lạc bộ bóng đá Slovakia, đến từ thị trấn Nová Ves nad Váhom. Câu lạc bộ được thành lập năm 2007.

## Đội hình hiện tại
Ghi chú: Quốc kỳ chỉ đội tuyển quốc gia được xác định rõ trong điều lệ tư cách FIFA. Các cầu thủ có thể giữ hơn một quốc tịch ngoài FIFA.
| Số | VT | Quốc gia | Cầu thủ   |
| -- | -- | -------- | --------- |
| —  | TĐ | Brasil   | Ademilson |